# Lijst van beelden in Gilze en Rijen
Dit is een (onvolledige) chronologische lijst van beelden in Gilze en Rijen. Onder een beeld wordt hier verstaan elk driedimensionaal kunstwerk in de openbare ruimte van de Nederlandse gemeente Gilze en Rijen, waarbij beeld wordt gebruikt als verzamelbegrip voor sculpturen, standbeelden, installaties, gedenktekens en overige beeldhouwwerken.

## Gilze en Rijen
| Geplaatst | Omschrijving                                          | Kunstenaar         | Straat                           | Plaats     | Materiaal | Afbeelding |
| --------- | ----------------------------------------------------- | ------------------ | -------------------------------- | ---------- | --------- | ---------- |
| ca. 1890  | Sint Anna met Maria als kind                          |                    | Kapelstraat / Veenstraat         | Molenschot |           |            |
| 1906      | Christus zegent Maria Magdalena                       |                    | Hoofdstraat 60 (kerk)            | Rijen      |           |            |
| 1906      | Sint Blasius                                          |                    | Hoofdstraat 60 (kerk)            | Rijen      |           |            |
| 1950      | Kapel, oorlogsmonument                                |                    | Hoeksestraat                     | Rijen      |           |            |
| 1970      | Groei en ontwikkeling (bijnaam: "De derde wethouder") | Jan Derks          | Raadhuisplein                    | Rijen      |           |            |
| 1972      | De slapende zwaan                                     | Jan Derks          | Oranjeplein                      | Rijen      |           |            |
| 1973      | Bewegende kracht                                      | Hans Claessen      | Mgr. Schaepmanstraat             | Rijen      |           |            |
| 1973      | Spelende kinderen                                     | Jan Spiering       | Sportparkweg 21                  | Rijen      |           |            |
| 1974      | Ineengestrengelde zwanen                              | Jan Derks          | Hofstad                          | Gilze      |           |            |
| 1975      | De haan                                               | Dhr. Mutsaers      | Rembrandtlaan                    | Rijen      |           |            |
| 1977      | De wolf                                               | Dolf Wong          | Hoeksestraat                     | Rijen      |           |            |
| 1979      | Doorgroei                                             | Theo Coenen        | Achter de tuintjes               | Gilze      |           |            |
| 1984      | De schoenmaker                                        | Karel Koopman      | Centrum                          | Gilze      |           |            |
| 1984      | De looier                                             | Karel Koopman      | Hoofdstraat                      | Rijen      |           |            |
| 1992      | Duizendjarig bestaan van Gilze                        | Piet Haagh         | Centrum                          | Gilze      |           |            |
| 1995      | De wachter                                            | Adriaan Brouwers   | Nassaulaan                       | Rijen      |           |            |
| 1997      | Drie leerlingen                                       | KBS De Brakken     | Burg. Sweensplein                | Rijen      |           |            |
| 1997      | De Podotherapeut                                      | Brigitte Boemaars  | Stappenakker 10                  | Molenschot |           |            |
| 2001      | Kubus                                                 | Jan Hein van Melis | Ien Dalesstraat                  | Rijen      |           |            |
| 2003      | Wevershof                                             | Jeroen Doorenweerd | Burg. Poppelstraat               | Gilze      |           |            |
| 2005      | Margrieten                                            | Paul Veroude       | Europalaan                       | Rijen      |           |            |
| 2007      | Ontluikende cocon                                     | Kees Verbeek       | Burg. Sweensplein                | Rijen      |           |            |
| 2007      | Panter                                                | Anet van de Velzen | Architect Aartsplein Hoofdstraat | Rijen      |           |            |
| 2008      | Steenfabriek                                          | Ellen Brouwers     | Alphenseweg                      | Gilze      |           |            |
| 2009      | Tieman Trading                                        | Ellen Brouwers     | Burg. Krollaan                   | Gilze      |           |            |
| 1948      | Maria met Jezus                                       |                    | Kerkstraat                       | Gilze      |           |            |
|           | Monument voor het ongeboren kind                      | Jos Biemans        | Gerardus Majellastr.(begr.pl.)   | Hulten     |           |            |
|           | Sint Jozef                                            |                    | Raadhuisstraat                   | Gilze      |           |            |
|           | Sint Jozef                                            |                    | Tuinstraat 15 (school)           | Rijen      |           |            |